# Plectranthias xanthomaculatus
Plectranthias xanthomaculatus är en fiskart som beskrevs av Wu, Randall och Chen 2011. Plectranthias xanthomaculatus ingår i släktet Plectranthias och familjen havsabborrfiskar. Inga underarter finns listade i Catalogue of Life.